# Проглас Петра Великог црногорским и херцеговачким Србима (1711)
Проглас Петра Великог црногорским и херцеговачким Србима од 3. марта (по старом) 1711. године представља проглас, односно позивно писмо руског цара Петра Великог, упућено хришћанским народима Србије и суседних бласти, а посебно црногорским и херцеговачким племенима. Проглас је упућен недуго након избијања руско-турског рата (1710—1711), а садржао је позив на устанак и заједничку борбу за ослобођење од османске власти.
Проглас је био разаслан у више примерака, од којих су два била упућена и у стару Црну Гору, на име цртињског владике Данила Петровића-Његоша и кнеза Луке Петровића. Те примерке су на Цетиње донели руски изасланици, пуковник Михаило Милорадовић и капетан Иван Лукачевић, што се у симболичком смислу сматра почетком дипломатских односа између Русије и Црне Горе.
Овај проглас Петра Великог помиње се у литератури и као грамата.